# Куропатницькі
Куропатницькі, чи Куропатніцькі — шляхетський рід гербу Нечуя. Прізвище походить від назви поселення Куропатники коло Бережан.

## Представники
- Анджей — дідич Будилова, дружина — Зофія Стаміровська
  - Геронім (Ярош) Станіслав — київський каштелян, посесор Зубова, Тютькова (поблизу Теребовлі), похований в костелі єзуїтів Ярослава. Дружина з 1664 року — Йоанна Сокольницька, донька львівського хорунжого.
    - Анджей — декан, канонік львівський (РКЦ)
    - Миколай
    - Юдита — дружина новогрудського хорунжого Міхала Анквича
    - Бриґіда — дружина сяноцького підчашого Францішека Свірського, і вдруге — ґостинського мечника Казимира Шептицького

  - Анджей Міхал (†по 1696) — бєцький каштелян, дідич Плотичі поблизу Підгаєць, дружина з 1664 року — скарбниківна брацлавська Марцибелла Лащ, похований з дружиною в родинному Тарновцю побл. Ясла
    - Маріанна
    - Дорота — дружина Стефана Жечицького
    - Ян Ґабріель
      - Юзеф (†2 січня 1742) — бєцький каштелян, дружини: НН, Тереза Зузанна Курдвановська (†17 вересня 1759)
        - Еварист Анджей (1734—1788) — буський, потім белзький каштелян, аматор географ та геральдист, бібліофіл
          - Юзеф Ксаверій (19.3.1766-12.8.1832) — член Галицького станового сейму